# 王新生
王 新生（おう・しんせい、1956年6月18日 - ）は、中華人民共和国の歴史学者。北京大学教授。日本の歴史、日本の政治を専攻。

## 人物
1982年、山東大学卒業。1984年、北京師範大学修士課程修了。1985年 - 1988年、北京師範大学講師。1988年、中国社会科学院日本研究所副研究員。1998年、中国社会科学院日本研究所研究員。2001年、北京大学教授。
日中歴史共同研究中国側委員として古代・中近世史分科に参加し、「15世紀から16世紀の東アジア国際秩序と日中関係」を発表している。

## 著作
- 単著『現代日本政治』北京：経済日報出版社、1997年。
- 単著『政治体制と経済現代化：「日本パターン」の再検討』（政治体制与经济现代化 : “日本模式”再探讨）北京：社会科学文献出版社、2001年。
- 単著『日本簡史』北京：北京大学出版社、2005年、2013年、2016年、2023年。
- 単著『日本史ノート』（日本史随笔）南京：江蘇人民出版社、2011年、2023年。
- 単著『戦後日本史』南京：江蘇人民出版社、2013年。
- 劉江永、王新生等『戦後日本の政治思潮と中日関係』（战后日本政治思潮与中日关系）北京：人民出版社、2013年。
- 今井淳・小沢富夫編『日本思想史論争史』王新生等訳、北京大学出版社、2014年。
- 永原慶二『20世紀日本歴史学』王新生等訳、北京大学出版社、2014年。
- 主編『宗教と東アジアの近代化』（宗教与东亚近代化）南京：江蘇人民出版社、2018年。
- 王新生・臧運祜主編『北京市中日文化交流史研究会成立40周年記念文集』北京：社会科学文献出版社、2020年。
- 主編『日本通史』全六巻、南京：江蘇人民出版社、2023年。
- 単著『日本の歴史と政治』（日本的历史与政治）北京：社会科学文献出版社、2023年。